# نيد فور سبيد: شيفت
نيد فور سبيد: شيفت (بالإنجليزية:Need for Speed: Shift) ، هي لعبة إلكترونية من نوع سباق السيارات ، أنتجت من قبل شركة إلكترونيك آرتس سنة 2008 ، وتعمل لأنظمة ألعاب فيديو متعددة ، ومنها : بلاي ستيشن 3 وبلاي ستيشن بورتبل وإكس بوكس 360 وويندوز.

## وصلات خارجية
- نيد فور سبيد: شيفت على موقع IMDb (الإنجليزية)
- الموقع الرسمي